# 730891 Patrickdowler
730891 Patrickdowler è un asteroide della fascia principale. Scoperto nel 2006, presenta un'orbita caratterizzata da un semiasse maggiore pari a 2,657871 UA e da un'eccentricità di 0,067068, inclinata di 2,948507° rispetto all'eclittica.
Patrick Dowler è un astronomo canadese e funzionario del Consiglio di ricerca presso il Centro dati astronomici canadesi, Herzberg Astronomy and Astrophysics Institute del Consiglio nazionale delle ricerche del Canada. È un esperto di software e sistemi per l'analisi dei dati astronomici.